# مورین راک، استرالیا غربی
مورین راک (به انگلیسی: Moorine Rock) یک شهرک در استرالیا است که در استرالیای غربی واقع شده‌است.